# Mar Levantino
El mar Levantino o mar de Levante (en árabe: شرق البحر الأبيض المتوسط‎; en hebreo: מזרח תיכון‎; en turco: Doğu Akdeniz; en griego: Της Ανατολικής Μεσογείου, Tis Anatolikís Mesogeíou) es un mar marginal del mar Mediterráneo situado en su parte oriental, que baña las costas de Egipto, Líbano, Chipre, Palestina, Siria y Turquía.
El golfo de Antalya se encuentra en su parte más septentrional.